# 马朗韦
马朗韦（法語：Maranwez，法語發音：[maʁɑ̃ve]）是法国大東部大區阿登省的一个市镇，属于沙勒维尔-梅济耶尔区。

## 地理
马朗韦（49°43'44"N, 4°20'33"E）面积3.03 平方千米，位于法国大東部大區阿登省，该省份为法国北部内陆省份，西接埃纳省，南至马恩省，东临默兹省，北与比利时接壤。
与马朗韦接壤的市镇（或旧市镇、城区）包括：拉费雷、利亚尔、马尔勒蒙、蒙梅扬、圣让欧布瓦、锡尼拉拜。

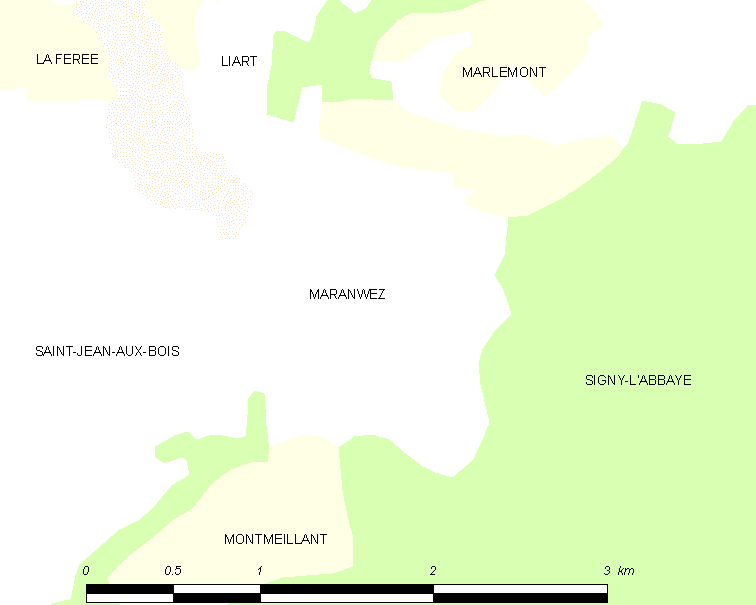
马朗韦的OSM定位图

马朗韦的时区为UTC+01:00、UTC+02:00（夏令时）。

## 行政
马朗韦的邮政编码为08460，INSEE市镇编码为08272。

## 政治
马朗韦所属的省级选区为锡尼拉拜县。

## 人口

1962-2008年间马朗韦人口变化图示

马朗韦于2022年1月1日时的人口数量为54人。